# Platte Północna
Platte Północna (ang. North Platte River) – rzeka w Stanach Zjednoczonych, w stanach Kolorado, Wyoming i Nebraska. Stanowi jedną z dwóch rzek źródłowych (druga to Platte Południowa) tworzących rzekę Platte. Jej długość wynosi 994 km.
Platte Północna to główna rzeka wschodniego Wyoming i zachodniej Nebraski. Wypływa z Gór Skalistych z kotliny North Park i płynie w kierunku północnym. Następnie skręca w kierunku zachodnim przecinając główny łańcuch Gór Skalistych między pasmami Gór Granitowych i Laramie Mountains. Dalej wypływa na Wielkie Równiny, płynąc w kierunku południowo-wschodnim aż do spotkania z Platte Południową.
Najważniejsze miasta na Platte Północną to Casper i Scottsbluff.
Platte Północna nie jest rzeką żeglowną, za to w XIX wieku wzdłuż jej doliny prowadziły liczne szlaki pionierów, m.in. szlak oregoński i szlak mormoński. Obecnie jej wody wykorzystywane są do nawadniania, umożliwiając uprawę roślin na tym raczej suchym obszarze. Wody rzeki są również bogate w ryby – rozwija się tutaj turystyka oparta na wędkarstwie.